# Львівська обласна рада депутатів трудящих VII скликання
Львівська обласна рада депутатів трудящих сьомого скликання — представничий орган Львівської області у 1959—1961 роках.
Нижче наведено список депутатів Львівської обласної ради 7-го скликання, обраних 1 березня 1959 року в загальних та особливих округах. Всього до Львівської обласної ради 7-го скликання було обрано 135 депутатів.
| Прізвище, ім'я, по-батькові        | Місто чи район           | Виборчий округ           | Посада                                                                                          | Примітки |
| ---------------------------------- | ------------------------ | ------------------------ | ----------------------------------------------------------------------------------------------- | -------- |
| Ангелов В'ячеслав Іванович         | Радехівський район       | Радехівський № 76        | начальник Львівського обласного управління внутрішніх справ                                     |          |
| Бабаджанян Амазасп Хачатурович     |                          | особливий округ          | 1-й заступник командувача військ Прикарпатського військового округу                             |          |
| Бабляк Микола Васильович           | місто Львів              | Ленінський № 104         | коваль-електрозварник Львівського авторемонтного заводу                                         |          |
| Баб'як Дарія Іванівна              | місто Львів              | Ленінський № 102         | бригадир в'язального цеху Львівської панчішної фабрики                                          |          |
| Бадзюк Олександр Іванович          | Городоцький район        | Родатичівський № 21      | голова Городоцького райвиконкому                                                                |          |
| Беньковський Михайло Михайлович    | Перемишлянський район    | Дусанівський № 62        | голова колгоспу імені Жданова села Болотня Перемишлянського р-ну                                |          |
| Бишко Тетяна Степанівна            | Пустомитівський район    | Рудненський № 69         | ланкова колгоспу імені Леніна Пустомитівського р-ну                                             |          |
| Бойко Костянтин Петрович           | Івано-Франківський район | Рясненський № 35         | заступник голови Львівського облвиконкому                                                       |          |
| Бондарчук Спиридон Лазарович       | місто Львів              | Шевченківський № 121     | голова Львівського міськвиконкому                                                               |          |
| Боренько Парасковія Михайлівна     | Перемишлянський район    | Ушковичівський № 60      | завідувачка ферми колгоспу імені 8 Березня Перемишлянського р-ну                                |          |
| Васильків Василь Михайлович        | Перемишлянський район    | Перемишлянський № 59     | тракторист колгоспу «Авангард» Перемишлянського р-ну                                            |          |
| Ващук Марія Григорівна             | місто Львів              | Шевченківський № 124     | бригадир швейної фабрики Львівського облмісцевпаливпрому                                        |          |
| Величко Володимир Васильович       | місто Львів              | Залізничний № 118        | слюсар Львівського механічного заводу                                                           |          |
| Вітошинський Ярослав Дем'янович    | Івано-Франківський район | Кам'янобрідський № 37    | начальник Львівського обласного управління культури                                             |          |
| Власенко Олександр Васильович      | Бібркський район         | Бібркський № 1           | начальник Львівського обласного управління сільського господарства                              |          |
| Вовнянко Іванна Іванівна           | Золочівський район       | Золочівський № 29        | робітниця Золочівської швейної фабрики                                                          |          |
| Воскобійник Таїсія Петрівна        | місто Львів              | Ленінський № 96          | завідувачка навчальної частини середньої школи № 4 міста Львова                                 |          |
| Ганкевич Ганна Василівна           | місто Львів              | Залізничний № 109        | помічник машиніста тісторозробного агрегату Львівського хлібокомбінату                          |          |
| Гірний Йосип Іванович              | Бродівський район        | Лагодівський № 6         | голова Бродівського райвиконкому                                                                |          |
| Гнидюк Микола Якимович             | Сокальський район        | Тартаківський № 80       | 1-й секретар Сокальського райкому КПУ                                                           |          |
| Головченко Григорій Іванович       | Красненський район       | Красненський № 41        | начальник управління Львівської залізниці                                                       |          |
| Горбатюк Іван Олексійович          | місто Львів              | Залізничний № 112        | машиніст депо Львів-Схід Львівської залізниці                                                   |          |
| Гочачко Аполлінарій Васильович     | Забузький район          | Гірницький № 25          | бригадир прохідників шахти № 2 «Великомостівська»                                               |          |
| Грабовський Мирослав Васильович    | місто Львів              | Залізничний № 107        | слюсар заводу «Львівсільмаш»                                                                    |          |
| Гуляницький Анатолій Олександрович | місто Львів              | Залізничний № 110        | директор Львівського заводу автонавантажувачів                                                  |          |
| Дворський Василь Іванович          | місто Львів              | Ленінський № 98          | токар Львівського велосипедного заводу                                                          |          |
| Демидонт Микола Михайлович         | Сокальський район        | Правдівський № 82        | бригадир рільничої бригади колгоспу імені Горького Сокальського р-ну                            |          |
| Джугало Володимир Федорович        | Городоцький район        | Городоцький № 18         | секретар Львівського обкому КПУ                                                                 |          |
| Дигдалович Ганна Василівна         | Яворівський район        | Чолгинівський № 87       | ланкова колгоспу імені Шевченка Яворівського р-ну                                               |          |
| Дорощак Ганна Степанівна           | Винниківський район      | Лисиничівський № 13      | ланкова колгоспу імені Леніна Винниківського р-ну                                               |          |
| Дроб'язко Дарія Дмитрівна          | місто Львів              | Ленінський № 94          | письменниця                                                                                     |          |
| Дубик Володимира Василівна         | місто Львів              | Шевченківський № 127     | пакувальниця Львівського хімфармзаводу                                                          |          |
| Єременко Степан Іванович           | Підкамінський район      | Пеняківський № 65        | завідувач Львівського обласного фінансового відділу                                             |          |
| Єремко Ольга Іванівна              | Радехівський район       | Вузлівський № 78         | голова Радехівського райвиконкому                                                               |          |
| Жихович Катерина Іванівна          | Щирецький район          | Тернопільський № 84      | ланкова колгоспу імені Шевченка Щирецького р-ну                                                 |          |
| Запоточний Володимир Йосипович     | місто Львів              | Шевченківський № 125     | шліфувальник Львівського інструментального заводу                                               |          |
| Заяць Марія Романівна              | Золочівський район       | Поморянський № 33        | ланкова колгоспу «Більшовик» села Бібщани Золочівського р-ну                                    |          |
| Зубрило Василь Карпович            | Кам'янсько-Бузький район | Добротвірський № 40      | машиніст котельної Добротвірської ДРЕС                                                          |          |
| Івонін Іван Павлович               | місто Львів              | Ленінський № 97          | голова Львівського раднаргоспу                                                                  |          |
| Ісаєвич Микола Михайлович          | Рава-Руський район       | Магерівський № 73        | лікар Рава-Руської районної лікарні                                                             |          |
| Калецька Катерина Герасимівна      | Бібркський район         | Романівський № 3         | пташниця колгоспу імені Крупської Бібркського р-ну                                              |          |
| Карпущенко Раїса Федорівна         | місто Львів              | Залізничний № 108        | водій тролейбуса Львівського трамвайно-тролейбусного управління                                 |          |
| Кіщак Парасковія Григорівна        | Рава-Руський район       | Гійченський № 71         | завідувачка ферми колгоспу імені Кірова Рава-Руського р-ну                                      |          |
| Кіях Ольга Миколаївна              | місто Львів              | Шевченківський № 126     | робітниця Львівської взуттєвої фабрики № 3                                                      |          |
| Климов Гліб Васильович             | місто Львів              | Ленінський № 95          | голова Львівської обласної ради професійних спілок                                              |          |
| Кобець Григорій Онисимович         |                          | особливий округ          | військовий політпрацівник                                                                       |          |
| Коваль Федір Тихонович             | Великомостівський район  | Туринківський № 11       | 2-й секретар Львівського обкому КПУ                                                             |          |
| Ковальський Василь Трохимович      | Лопатинський район       | Миколаївський № 49       | голова колгоспу імені Сталіна Лопатинського р-ну                                                |          |
| Корецький Василь Степанович        | Глинянський район        | Вижнянський № 16         | голова Глинянського райвиконкому                                                                |          |
| Кошевський Петро Сидорович         | Новояричівський район    | Новояричівський № 55     | секретар Львівського обкому КПУ                                                                 |          |
| Крєпкий Костянтин Федотович        | Яворівський район        | Нагачівський № 90        | голова Львівської обласної промислової ради                                                     |          |
| Крип'якевич Іван Петрович          | місто Львів              | Шевченківський № 129     | директор Інституту суспільних наук АН УРСР                                                      |          |
| Кулик Володимир Васильович         | Нестеровський район      | Нестеровський № 50       | 1-й секретар Львівського обкому ЛКСМУ                                                           |          |
| Курса Іван Васильович              | місто Львів              | Ленінський № 101         | слюсар Львівського механічного заводу                                                           |          |
| Кушнєрова Олександра Василівна     | Олеський район           | Олеський № 57            | секретар Львівського облвиконкому                                                               |          |
| Лаврушина Марія Павлівна           | місто Львів              | Залізничний № 113        | робітниця Львівського механічного заводу                                                        |          |
| Лазаренко Євген Костянтинович      | місто Львів              | Ленінський № 93          | ректор Львівського державного університету імені Івана Франка                                   |          |
| Лазуренко Михайло Костянтинович    | Бродівський район        | Бродівський № 5          | 1-й секретар Львівського обкому КПУ                                                             |          |
| Лебідь Іван Петрович               | місто Львів              | Шевченківський № 122     | токар тресту «Львівгаз»                                                                         |          |
| Левицька Ольга Дмитрівна           | Великомостівський район  | Великомостівський № 10   | ланкова колгоспу імені 40-річчя Жовтня Великомостівського р-ну                                  |          |
| Левкут Теодор Семенович            | місто Львів              | Залізничний № 111        | токар Львівського паровозо-вагоноремонтного заводу                                              |          |
| Лило Марія Семенівна               | місто Львів              | Шевченківський № 128     | мотальниця Львівської бавовнопрядильної фабрики                                                 |          |
| Лінник Зоя Архипівна               | Щирецький район          | Щирецький № 83           | голова Львівської обласної планової комісії                                                     |          |
| Ліпатова Парасковія Кіндратівна    | місто Львів              | Ленінський № 103         | завідувачка кафедри факультетської терапії клінік Львівського медичного інституту               |          |
| Луник Микола Павлович              | Золочівський район       | Сновичівський № 32       | голова правління Львівської облспоживспілки                                                     |          |
| Ляшко Микола Михайлович            |                          | особливий округ          | військовий політпрацівник                                                                       |          |
| Мазовіта Агафія Дмитрівна          | Заболотцівський район    | Ясенівський № 23         | ланкова колгоспу імені Леніна Заболотцівського р-ну                                             |          |
| Максимович Микола Григорович       | місто Львів              | Залізничний № 117        | директор Львівського політехнічного інституту                                                   |          |
| Манастирський Роман Ярославович    | Рава-Руський район       | Липницький № 72          | завідувач Львівського обласного відділу охорони здоров'я                                        |          |
| Масюк Катерина Іванівна            | Забузький район          | Белзький № 27            | доярка колгоспу імені Жовтневої революції села Жужеляни Забузького р-ну                         |          |
| Мацько Григорій Юрійович           | Івано-Франківський район | Івано-Франківський № 34  | свинар колгоспу імені Ілліча Івано-Франківського р-ну                                           |          |
| Мельник Сава Миколайович           | Яворівський район        | Яворівський № 85         | майстер Яворівської школи художніх ремесел                                                      |          |
| Мельничук Юрій Степанович          | місто Львів              | Ленінський № 91          | головний редактор журналу «Жовтень»                                                             |          |
| Михальчук Василь Федорович         | Бродівський район        | Лешнівський № 7          | голова Грималівської сільської ради Бродівського р-ну                                           |          |
| Мосейчук Герасим Федорович         | Глинянський район        | Куровичівський № 17      | начальник Львівського обласного управління торгівлі                                             |          |
| Москва Парасковія Степанівна       | Нестеровський район      | Новоскварявський № 52    | доярка колгоспу імені Шевченка села Сопошин Нестеровського р-ну                                 |          |
| Мудрик Любов Макарівна             | Буський район            | Чанизький № 9            | завідувачка тваринницької ферми колгоспу імені Ватутіна Буського р-ну                           |          |
| Назаркевич Степан Васильович       | Куликівський район       | Жовтанецький № 45        | бригадир тракторної бригади колгоспу імені Жданова Куликівського р-ну                           |          |
| Нетименко Іван Іванович            | Заболотцівський район    | Заболотцівський № 22     | прокурор Львівської області                                                                     |          |
| Новак Ольга Данилівна              | Глинянський район        | Глинянський № 15         | доярка колгоспу імені Шевченка селища Глиняни Глинянського р-ну                                 |          |
| Овсянко Петро Федорович            | місто Львів              | Ленінський № 99          | 1-й секретар Львівського міськкому КПУ                                                          |          |
| Овчаренко Михайло Микитович        | Кам'янсько-Бузький район | Кам'янсько-Бузький № 38  | начальник Львівського обласного статистичного управління                                        |          |
| Оліщук Петро Григорович            | Сокальський район        | Сокальський № 79         | голова колгоспу імені Калініна села Ільковичі Сокальського р-ну                                 |          |
| Онацько Катерина Іванівна          | Рава-Руський район       | Немирівський № 75        | ланкова колгоспу імені Івана Франка Рава-Руського р-ну                                          |          |
| Остап'як Роман Остапович           | місто Львів              | Ленінський № 100         | слюсар Львівського автобусного заводу                                                           |          |
| Пантелюк Юрій Йосипович            | Винниківський район      | Давидівський № 14        | голова колгоспу «Перемога» Винниківського р-ну                                                  |          |
| Петрушко Владислав Іванович        | Яворівський район        | Краковецький № 89        | заступник голови Львівського облвиконкому                                                       |          |
| Пименова Ганна Сергіївна           | місто Львів              | Залізничний № 116        | контролер складального цеху Львівського електролампового заводу                                 |          |
| Пицюра Дмитро Іванович             | Рава-Руський район       | Потелицький № 74         | завідувач відділу партійних органів Львівського обкому КПУ                                      |          |
| Піговська Степанія Володимирівна   | Бібркський район         | Старосільський № 4       | вчителька Старосільської середньої школи Бібркського р-ну                                       |          |
| Попов Тимофій Федорович            | Рава-Руський район       | Рава-Руський № 70        | голова Рава-Руського райвиконкому                                                               |          |
| Потопяк Дмитро Миколайович         | Пустомитівський район    | Пустомитівський № 66     | голова Семенівської сільської ради Пустомитівського р-ну                                        |          |
| Профатілов Петро Васильович        | Куликівський район       | Куликівський № 44        | голова колгоспу «Жовтень» села Підлісне Куликівського р-ну                                      |          |
| Пукас Єлизавета Михайлівна         | місто Львів              | Шевченківський № 123     | швея Львівської швейної фабрики № 1                                                             |          |
| Рихлицька Марія Михайлівна         | місто Львів              | Залізничний № 106        | інженер-технолог складального цеху Львівського механічного заводу                               |          |
| Ромака Афанасій Іванович           | Буський район            | Буський № 8              | голова Буського райвиконкому                                                                    |          |
| Романицький Борис Васильович       | місто Львів              | Ленінський № 92          | артист Львівського театру імені Марії Заньковецької                                             |          |
| Руденко Василь Іванович            | Перемишлянський район    | Дунаївський № 63         | редактор газети «Львовская правда»                                                              |          |
| Рудик Степан Іларіонович           | Лопатинський район       | Лопатинський № 48        | голова Львівського обласного суду                                                               |          |
| Руський Іван Михайлович            | Новомилятинський район   | Великосілківський № 54   | голова колгоспу імені ХХ з'їзду КПРС села Банюнин Новомилятинського р-ну                        |          |
| Саламаха Надія Іллівна             | Красненський район       | Андріївський № 42        | свинарка колгоспу «Перемога» села Балучин Красненського р-ну                                    |          |
| Самокишин Іван Миколайович         | Бібркський район         | Свірзький № 2            | директор Бібркської РТС                                                                         |          |
| Світлик Микола Семенович           | Городоцький район        | Завидовичівський № 20    | бригадир рільничої бригади колгоспу імені Леніна села Завидовичі Городоцького р-ну              |          |
| Семак Стефанія Петрівна            | Нестеровський район      | Добросинський № 51       | дільничний ветеринарний фельдшер Добросинської дільничної ветлікарні Нестеровського р-ну        |          |
| Семилєтова Оксана Григорівна       | Пустомитівський район    | Сокільницький № 67       | агроном колгоспу «Перемога» Пустомитівського р-ну                                               |          |
| Сидор Василь Васильович            | місто Львів              | Шевченківський № 130     | слюсар Львівського заводу «Теплоконтроль»                                                       |          |
| Славінська Таїсія Федорівна        | Городоцький район        | Великолюбінський № 19    | начальник Городоцької районної інспекції по сільському господарству                             |          |
| Слюсаренко Віталій Андрійович      | Забузький район          | Червоноградський № 26    | секретар Львівського обкому КПУ                                                                 |          |
| Соколов Григорій Григорович        |                          | особливий округ          | начальник штабу прикордонних військ КДБ при РМ СРСР Південно-Західного округу                   |          |
| Стасьо Марта Степанівна            | Яворівський район        | Шклівський № 86          | доярка колгоспу імені Івана Франка Яворівського р-ну                                            |          |
| Стахів Михайло Федорович           | Новояричівський район    | Борщовицький № 56        | голова Новояричівського райвиконкому                                                            |          |
| Стефаник Семен Васильович          | Винниківський район      | Винниківський № 12       | голова Львівського облвиконкому                                                                 |          |
| Ступницький Леонід Васильович      | Куликівський район       | Малехівський № 47        | редактор газети «Вільна Україна»                                                                |          |
| Тистевич Марія Степанівна          | Куликівський район       | Великодорошівський № 46  | ланкова колгоспу імені Кірова Куликівського р-ну                                                |          |
| Токмаков Євген Петрович            | Новомилятинський район   | Новомилятинський № 53    | начальник Львівського обласного управління промисловості продовольчих товарів                   |          |
| Томенко Микола Макарович           | Сокальський район        | Жвирківський № 81        | завідувач Львівського обласного відділу народної освіти                                         |          |
| Удальцов Михайло Васильович        |                          | особливий округ          | військовий                                                                                      |          |
| Уханський Василь Кирилович         | Забузький район          | Угнівський № 28          | голова Забузького райвиконкому                                                                  |          |
| Федик Дмитро Якович                | Івано-Франківський район | Мшанський № 36           | механік колгоспу імені Богдана Хмельницького Івано-Франківського р-ну                           |          |
| Фольварочний Іліодор Онуфрійович   | місто Львів              | Залізничний № 115        | голова Залізничного райвиконкому міста Львова                                                   |          |
| Фурда Павло Михайлович             | Золочівський район       | Червоненський № 30       | тракторист колгоспу імені Сталіна Золочівського р-ну                                            |          |
| Хамула Агафія Федорівна            | Красненський район       | Великовільшаницький № 43 | ланкова колгоспу імені Лесі Українки Красненського р-ну                                         |          |
| Ханько Ганна Василівна             | місто Львів              | Шевченківський № 119     | оператор цеху обробки скла Львівського механізованого склозаводу                                |          |
| Худоба Володимир Федорович         | Яворівський район        | Рогізненський № 88       | тракторист Яворівської РТС                                                                      |          |
| Чайка Яків Ілліч                   | місто Львів              | Шевченківський № 120     | голова правління Львівського відділення Спілки радянських художників України                    |          |
| Чеховська Стефанія Михайлівна      | Олеський район           | Сасівський № 58          | ланкова колгоспу імені Сталіна Олеського р-ну                                                   |          |
| Чиж Ярослав Семенович              | Золочівський район       | Струтинський № 31        | свинар колгоспу імені Шевченка села Струтинь Золочівського р-ну                                 |          |
| Чичик Петро Миколайович            | Підкамінський район      | Підкамінський № 64       | завідувач тваринництва колгоспу імені Жданова Підкамінського р-ну                               |          |
| Чуб Григорій Васильович            | Пустомитівський район    | Холодноводківський № 68  | заступник голови Львівського облвиконкому                                                       |          |
| Чуркін Іван Кузьмич                | Забузький район          | Соснівський № 24         | бригадир шахти № 1 «Великомостівська»                                                           |          |
| Шахрайчук Григорій Вікторович      | місто Львів              | Залізничний № 105        | старший машиніст депо Львів-Захід Львівської залізниці                                          |          |
| Шевченко Володимир Григорович      | Перемишлянський район    | Брюховицький № 61        | начальник Львівського обласного управління КДБ УРСР                                             |          |
| Шевченко Катерина Василівна        | місто Львів              | Залізничний № 114        | рафінер гідролізного заводу Львівського жиркомбінату                                            |          |
| Шендюк Марія Якимівна              | Радехівський район       | Нововитківський № 77     | свинарка колгоспу «Перемога» Радехівського р-ну                                                 |          |
| Шпот Софія Іванівна                | Кам'янсько-Бузький район | Батятичівський № 39      | бригадир комплексної бригади колгоспу імені Івана Франка села Батятичі Кам'янсько-Бузького р-ну |          |

18 березня 1959 року відбулася 1-а сесія Львівської обласної ради депутатів трудящих 7-го скликання. Головою облвиконкому обраний Стефаник Семен Васильович, 1-м заступником голови — Бойко Костянтин Петрович, заступниками голови: Чуб Григорій Васильович, Петрушко Владислав Іванович. Секретарем облвиконкому обрана Кушнєрова Олександра Василівна.
Обрано Львівський облвиконком у складі 11 чоловік: Стефаник Семен Васильович — голова облвиконкому; Бойко Костянтин Петрович — 1-й заступник голови облвиконкому; Чуб Григорій Васильович — заступник голови облвиконкому; Петрушко Владислав Іванович — заступник голови облвиконкому; Кушнєрова Олександра Василівна — секретар облвиконкому; Лазуренко Михайло Костянтинович — 1-й секретар Львівського обкому КПУ; Лінник Зоя Архипівна — голова Львівської обласної планової комісії; Мосейчук Герасим Федорович — начальник Львівського обласного управління торгівлі; Бондарчук Спиридон Лазарович — голова Львівського міськвиконкому; Левкут Теодор Семенович — токар Львівського паровозо-вагоноремонтного заводу; Хамула Агафія Федорівна — ланкова колгоспу імені Лесі Українки Красненського р-ну.
У червні 1959 року, у зв'язку із приєднанням Дрогобицької області до Львівської, депутатський корпус Дрогобицької обласної ради депутатів трудящих 7-го скликання увійшов до складу Львівської обласної ради депутатів трудящих 7-го скликання.
Нижче наведено список депутатів об'єднаної Львівської обласної ради 7-го скликання станом на червень 1959 року. Всього налічувалося 235 депутатів. У матеріалах 2-ї сесії Львівської обласної ради 7-го скликання (17 червня 1959 року) зазначено, що із області вибуло 16 депутатів.
| Прізвище, ім'я, по-батькові        | Місто чи район           | Виборчий округ              | Посада | Примітки                    |
| ---------------------------------- | ------------------------ | --------------------------- | --- | --------------------------- |
| Ангелов В'ячеслав Іванович         | Радехівський район       | Радехівський № 76           | начальник Львівського обласного управління внутрішніх справ                                                                  |                             |
| Андрушко Марія Романівна           | Нижанковицький район     | Нижанковицький № 35         | агроном колгоспу імені Сталіна Нижанковицького р-ну                                                                          |                             |
| Антошик Ганна Іванівна             | Старосамбірський район   | Головецьківський № 63       | доярка колгоспу імені Калініна Старосамбірського р-ну                                                                        |                             |
| Бабаджанян Амазасп Хачатурович     |                          | особливий округ             | командувач військ Одеського військового округу                                                                               | вибув із Львівської області |
| Бабляк Микола Васильович           | місто Львів              | Ленінський № 104            | коваль-електрозварник Львівського авторемонтного заводу                                                                      |                             |
| Баб'як Дарія Іванівна              | місто Львів              | Ленінський № 102            | бригадир в'язального цеху Львівської панчішної фабрики                                                                       |                             |
| Бадзюк Олександр Іванович          | Городоцький район        | Родатичівський № 21         | голова Городоцького райвиконкому                                                                                             |                             |
| Беньковський Михайло Михайлович    | Перемишлянський район    | Дусанівський № 62           | голова колгоспу імені Жданова села Болотня Перемишлянського р-ну                                                             |                             |
| Бишко Тетяна Степанівна            | Пустомитівський район    | Рудненський № 69            | ланкова колгоспу імені Леніна Пустомитівського р-ну                                                                          |                             |
| Богомазов Андрій Васильович        | Славський район          | Тухольківський № 57         | 1-й секретар Стрийського міськкому КПУ                                                                                       |                             |
| Богоніс Григорій Іванович          | Рудківський район        | Чайковицький № 42           | голова колгоспу імені Сталіна села Чайковичі Рудківського р-ну                                                               |                             |
| Бойко Костянтин Петрович           | Івано-Франківський район | Рясненський № 35            | керуючий справами Ради Міністрів УРСР                                                                                        | вибув із Львівської області |
| Бондаренко Олексій Петрович        | Жидачівський район       | Вільховецький № 15          | ? | вибув із Львівської області |
| Бондарчук Спиридон Лазарович       | місто Львів              | Шевченківський № 121        | начальник Львівського обласного управління місцевої промисловості                                                            |                             |
| Боренько Парасковія Михайлівна     | Перемишлянський район    | Ушковичівський № 60         | завідувачка ферми колгоспу імені 8 Березня Перемишлянського р-ну                                                             |                             |
| Бредихін Павло Іванович            | Судововишнянський район  | Дидятицький № 70            | голова колгоспу імені Шевченка Судово-Вишнянського р-ну                                                                      |                             |
| Бунь Пелагія Павлівна              | Дрогобицький район       | Лішнянський № 10            | завідувачка тваринницької ферми колгоспу імені Калініна села Снятинка Дрогобицького р-ну                                     |                             |
| Бутенко Ігор Степанович            | Мостиський район         | Пнікутський № 34            | ? |                             |
| Васильків Василь Михайлович        | Перемишлянський район    | Перемишлянський № 59        | тракторист колгоспу «Авангард» Перемишлянського р-ну                                                                         |                             |
| Ващук Марія Григорівна             | місто Львів              | Шевченківський № 124        | бригадир швейної фабрики Львівського облмісцевпаливпрому                                                                     |                             |
| Величко Володимир Васильович       | місто Львів              | Залізничний № 118           | слюсар Львівського механічного заводу                                                                                        |                             |
| Вербівський Степан Павлович        | Судововишнянський район  | Твіржівський № 71           | ? |                             |
| Вінницька Марія Василівна          | місто Самбір             | Самбірський № 93            | формувальниця Самбірського ремонтного заводу                                                                                 |                             |
| Вітошинський Ярослав Дем'янович    | Івано-Франківський район | Кам'янобрідський № 37       | начальник Львівського обласного управління культури                                                                          |                             |
| Власенко Олександр Васильович      | Бібркський район         | Бібркський № 1              | начальник Львівського обласного управління сільського господарства                                                           |                             |
| Вовк Текля Юріївна                 | Ходорівський район       | Ходорівський № 77           | доярка радгоспу «Садки» Ходорівського цукрокомбінату Ходорівського р-ну                                                      |                             |
| Вовнянко Іванна Іванівна           | Золочівський район       | Золочівський № 29           | робітниця Золочівської швейної фабрики                                                                                       |                             |
| Вороний Йосип Іванович             | місто Стрий              | Стрийський № 98             | машиніст паровозного депо залізничної станції Стрий                                                                          |                             |
| Воскобійник Таїсія Петрівна        | місто Львів              | Ленінський № 96             | завідувачка навчальної частини середньої школи № 4 міста Львова                                                              |                             |
| Ганкевич Ганна Василівна           | місто Львів              | Залізничний № 109           | помічник машиніста тісторозробного агрегату Львівського хлібокомбінату                                                       |                             |
| Гірний Йосип Іванович              | Бродівський район        | Лагодівський № 6            | голова Бродівського райвиконкому                                                                                             |                             |
| Гнатович Михайло Іванович          | місто Стрий              | Стрийський № 97             | газорізальник Стрийського вагоноремонтного заводу                                                                            |                             |
| Гнидюк Микола Якимович             | Сокальський район        | Тартаківський № 80          | 1-й секретар Сокальського райкому КПУ                                                                                        |                             |
| Головецька Катерина Йосипівна      | Старосамбірський район   | Стрілківський № 61          | ланкова колгоспу «Перемога» села Топільниця Старосамбірського р-ну                                                           |                             |
| Головченко Григорій Іванович       | Красненський район       | Красненський № 41           | начальник управління Львівської залізниці                                                                                    |                             |
| Гоптаревська Євгенія Петрівна      | Миколаївський район      | Димівський № 28             | головний агроном Миколаївської районної інспекції сільського господарства                                                    |                             |
| Горбатюк Іван Олексійович          | місто Львів              | Залізничний № 112           | машиніст депо Львів-Схід Львівської залізниці                                                                                |                             |
| Гочачко Аполлінарій Васильович     | Забузький район          | Гірницький № 25             | бригадир прохідників шахти № 2 «Великомостівська»                                                                            |                             |
| Грабовський Мирослав Васильович    | місто Львів              | Залізничний № 107           | слюсар заводу «Львівсільмаш»                                                                                                 |                             |
| Грех Віктор Дем'янович             | місто Борислав           | Бориславський № 84          | голова Бориславського міськвиконкому                                                                                         |                             |
| Гриценко Олексій Варфоломійович    | Сколівський район        | Сколівський № 51            | полковник внутрішньої служби КДБ                                                                                             | вибув із Львівської області |
| Грозовський Іван Миколайович       | місто Борислав           | Бориславський № 86          | слюсар майстерні підземного ремонту свердловин Бориславського нафтопромислу № 9 нафтопромислового управління «Бориславнафта» |                             |
| Гуляницький Анатолій Олександрович | місто Львів              | Залізничний № 110           | директор Львівського заводу автонавантажувачів                                                                               |                             |
| Гурман Михайлина Андріївна         | Ходорівський район       | Соколівський № 81           | свинарка колгоспу імені Івана Франка Ходорівського р-ну                                                                      |                             |
| Дворський Василь Іванович          | місто Львів              | Ленінський № 98             | токар Львівського велосипедного заводу                                                                                       |                             |
| Демидонт Микола Михайлович         | Сокальський район        | Правдівський № 82           | бригадир рільничої бригади колгоспу імені Горького Сокальського р-ну                                                         |                             |
| Джугало Володимир Федорович        | Городоцький район        | Городоцький № 18            | 1-й заступник голови Львівського облвиконкому                                                                                |                             |
| Дигдалович Ганна Василівна         | Яворівський район        | Чолгинівський № 87          | ланкова колгоспу імені Шевченка Яворівського р-ну                                                                            |                             |
| Дорощак Ганна Степанівна           | Винниківський район      | Лисиничівський № 13         | ланкова колгоспу імені Леніна Винниківського р-ну                                                                            |                             |
| Дроб'язко Дарія Дмитрівна          | місто Львів              | Ленінський № 94             | письменниця |                             |
| Дружинін Володимир Миколайович     | Стрийський район         | Завадівський № 66           | голова Кримського облвиконкому                                                                                               | вибув із Львівської області |
| Дубик Володимира Василівна         | місто Львів              | Шевченківський № 127        | пакувальниця Львівського хімфармзаводу                                                                                       |                             |
| Єременко Степан Іванович           | Підкамінський район      | Пеняківський № 65           | завідувач Львівського обласного фінансового відділу                                                                          |                             |
| Єремко Ольга Іванівна              | Радехівський район       | Вузлівський № 78            | голова Радехівського райвиконкому                                                                                            |                             |
| Єрьоменко Ніна Василівна           | місто Трускавець         | Трускавецький № 100         | директор Трускавецького санаторію «Кришталевий палац»                                                                        |                             |
| Жихович Катерина Іванівна          | Щирецький район          | Тернопільський № 84         | ланкова колгоспу імені Шевченка Щирецького р-ну                                                                              |                             |
| Жуков Тимофій Семенович            | Старосамбірський район   | Великолінинський № 62       | ? | вибув із Львівської області |
| Закрой Георгій Гаврилович          | місто Дрогобич           | Дрогобицький № 90           | 1-й секретар Дрогобицького міськкому КПУ                                                                                     |                             |
| Запоточний Володимир Йосипович     | місто Львів              | Шевченківський № 125        | шліфувальник Львівського інструментального заводу                                                                            |                             |
| Заяць Марія Романівна              | Золочівський район       | Поморянський № 33           | ланкова колгоспу «Більшовик» села Бібщани Золочівського р-ну                                                                 |                             |
| Зельман Романна Йосипівна          | Самбірський район        | Корналовицький № 50         | доярка колгоспу «17 Вересня» села Корналовичі Самбірського р-ну                                                              |                             |
| Зубрило Василь Карпович            | Кам'янсько-Бузький район | Добротвірський № 40         | машиніст котельної Добротвірської ДРЕС                                                                                       |                             |
| Івонін Іван Павлович               | місто Львів              | Ленінський № 97             | голова Львівського раднаргоспу                                                                                               |                             |
| Ісаєвич Микола Михайлович          | Рава-Руський район       | Магерівський № 73           | лікар Рава-Руської районної лікарні                                                                                          |                             |
| Кавчак Марія Миколаївна            | Добромильський район     | Хирівський № 6              | доярка колгоспу імені Леніна Добромильського р-ну                                                                            |                             |
| Калецька Катерина Герасимівна      | Бібркський район         | Романівський № 3            | пташниця колгоспу імені Крупської Бібркського р-ну                                                                           |                             |
| Карпущенко Раїса Федорівна         | місто Львів              | Залізничний № 108           | водій тролейбуса Львівського трамвайно-тролейбусного управління                                                              |                             |
| Кащеєв Іван Андрійович             | Старосамбірський район   | Старосамбірський № 58       | 2-й секретар Станіславського обкому КПУ                                                                                      | вибув із Львівської області |
| Кізима Марія Миколаївна            | Стрийський район         | Яблунівський № 64           | свинарка колгоспу імені Леніна села Лисятичі Стрийського р-ну                                                                |                             |
| Кілкович Юлія Йосипівна            | Добромильський район     | Новоміський № 5             | ланкова колгоспу імені Сталіна Добромильського р-ну                                                                          |                             |
| Кіндзерська Ганна Семенівна        | Самбірський район        | Містковицький № 45          | ланкова колгоспу «17 Вересня» село Баранівці Самбірського р-ну                                                               |                             |
| Кіщак Парасковія Григорівна        | Рава-Руський район       | Гійченський № 71            | завідувачка ферми колгоспу імені Кірова Рава-Руського р-ну                                                                   |                             |
| Кіях Ольга Миколаївна              | місто Львів              | Шевченківський № 126        | робітниця Львівської взуттєвої фабрики № 3                                                                                   |                             |
| Клещенко Іван Данилович            | Жидачівський район       | Монастирецький № 18         | секретар Львівської обласної ради професійних спілок                                                                         |                             |
| Климов Гліб Васильович             | місто Львів              | Ленінський № 95             | голова Львівської обласної ради професійних спілок                                                                           |                             |
| Кобець Григорій Онисимович         |                          | особливий округ             | військовий політпрацівник |                             |
| Коваль Федір Тихонович             | Великомостівський район  | Туринківський № 11          | 2-й секретар Львівського обкому КПУ                                                                                          |                             |
| Ковальський Василь Трохимович      | Лопатинський район       | Миколаївський № 49          | голова колгоспу імені Сталіна Лопатинського р-ну                                                                             |                             |
| Ковтун Ольга Григорівна            | Комарнівський район      | Комарнівський № 19          | свинарка колгоспу «1 Травня» Комарнівського р-ну                                                                             |                             |
| Козова Марія Іванівна              | Мостиський район         | Чернівський № 33            | ланкова колгоспу імені Леніна села Мальнів Мостиського р-ну                                                                  |                             |
| Колосова-Щербань Зоя Дмитрівна     | Стрийський район         | Дашавський № 67             | головний лікар Стрийської районної лікарні Стрийського р-ну                                                                  |                             |
| Комарницька Стефанія Іванівна      | Старосамбірський район   | Скелівський № 60            | завідувачка ферми колгоспу імені Сталіна села Чаплі Старосамбірського р-ну                                                   |                             |
| Корецький Василь Степанович        | Глинянський район        | Вижнянський № 16            | голова Глинянського райвиконкому                                                                                             |                             |
| Корчинський Юліан Олексійович      | Миколаївський район      | Пісочненський № 30          | художній керівник Дрогобицької обласної філармонії                                                                           |                             |
| Костів Теофіль Ількович            | місто Дрогобич           | Дрогобицький № 88           | начальник бітумної установки Дрогобицького нафтопереробного заводу № 2                                                       |                             |
| Костюлка Софія Миколаївна          | Жидачівський район       | Рудянський № 14             | ланкова колгоспу імені Кірова Жидачівського р-ну                                                                             |                             |
| Котов Георгій Федорович            | Ходорівський район       | Бориницький № 82            | ? | вибув із Львівської області |
| Кохана Дарія Іванівна              | Мостиський район         | Мостиський № 31             | ланкова колгоспу «Шлях до комунізму» села Гостинцеве Мостиського р-ну                                                        |                             |
| Кошевський Петро Сидорович         | Новояричівський район    | Новояричівський № 55        | секретар Львівського обкому КПУ                                                                                              |                             |
| Крєпкий Костянтин Федотович        | Яворівський район        | Нагачівський № 90           | голова Львівської обласної промислової ради                                                                                  |                             |
| Крип'якевич Іван Петрович          | місто Львів              | Шевченківський № 129        | директор Інституту суспільних наук АН УРСР                                                                                   |                             |
| Куваєв Дмитро Феофанович           | Добромильський район     | Добромильський № 4          | начальник Політичного відділу прикордонного загону в/ч 2293 Прикордонних військ КДБ СРСР                                     |                             |
| Кудрявцев Євген Михайлович         | Дрогобицький район       | Стебницький № 8             | директор Стебницького калійного комбінату                                                                                    |                             |
| Кузів Нестор Іванович              | місто Самбір             | Самбірський № 94            | голова Самбірського міськвиконкому                                                                                           |                             |
| Кузьмяк Катерина Михайлівна        | Самбірський район        | Воютицький № 46             | доярка колгоспу «Перемога» Самбірського р-ну                                                                                 |                             |
| Кулак Іван Костянтинович           | Жидачівський район       | Подорожненський № 17        | бригадир тракторної бригади колгоспу «Україна» села Подорожнє Жидачівського р-ну                                             |                             |
| Кулик Володимир Васильович         | Нестеровський район      | Нестеровський № 50          | 1-й секретар Львівського обкому ЛКСМУ                                                                                        |                             |
| Кулик Микола Іванович              | Славський район          | Славський № 55              | чабан колгоспу «Радянська Україна» Славського р-ну                                                                           |                             |
| Курса Іван Васильович              | місто Львів              | Ленінський № 101            | слюсар Львівського механічного заводу                                                                                        |                             |
| Куценко Віктор Петрович            | Комарнівський район      | Підзвіринецький № 20        | ? | вибув із Львівської області |
| Кучко Катерина Іванівна            | Підбузький район         | Урізький № 39               | свинарка колгоспу «Заповіт Ілліча» Підбузького р-ну                                                                          |                             |
| Кушвара Іван Григорович            | Самбірський район        | Дублянський № 49            | бригадир колгоспу імені Сталіна Самбірського р-ну                                                                            |                             |
| Кушнєрова Олександра Василівна     | Олеський район           | Олеський № 57               | секретар Львівського облвиконкому                                                                                            |                             |
| Лаврушина Марія Павлівна           | місто Львів              | Залізничний № 113           | робітниця Львівського механічного заводу                                                                                     |                             |
| Лазаренко Євген Костянтинович      | місто Львів              | Ленінський № 93             | ректор Львівського державного університету імені Івана Франка                                                                |                             |
| Лазуренко Михайло Костянтинович    | Бродівський район        | Бродівський № 5             | 1-й секретар Львівського обкому КПУ                                                                                          |                             |
| Ланьо Ганна Миколаївна             | Боринський район         | Верхньовисоцький № 2        | доярка колгоспу «Верховина» село Верхнє Висоцьке Боринського р-ну                                                            |                             |
| Лебідь Іван Петрович               | місто Львів              | Шевченківський № 122        | токар тресту «Львівгаз» |                             |
| Левицька Ольга Дмитрівна           | Великомостівський район  | Великомостівський № 10      | ланкова колгоспу імені 40-річчя Жовтня Великомостівського р-ну                                                               |                             |
| Левкут Теодор Семенович            | місто Львів              | Залізничний № 111           | токар Львівського паровозо-вагоноремонтного заводу                                                                           |                             |
| Леньо Тереза Йосипівна             | Турківський район        | Яворівський № 76            | доярка колгоспу імені Леніна Турківського р-ну                                                                               |                             |
| Лило Марія Семенівна               | місто Львів              | Шевченківський № 128        | мотальниця Львівської бавовнопрядильної фабрики                                                                              |                             |
| Литвиненко Григорій Георгійович    | місто Стрий              | Стрийський № 95             | фрезерувальник Стрийського заводу імені Кірова                                                                               |                             |
| Лінник Зоя Архипівна               | Щирецький район          | Щирецький № 83              | голова Львівської обласної планової комісії                                                                                  |                             |
| Ліпатова Парасковія Кіндратівна    | місто Львів              | Ленінський № 103            | завідувачка кафедри факультетської терапії клінік Львівського медичного інституту                                            |                             |
| Луник Микола Павлович              | Золочівський район       | Сновичівський № 32          | голова правління Львівської облспоживспілки                                                                                  |                             |
| Лутчин Олена Іванівна              | Підбузький район         | Новокропивницький № 40      | ланкова колгоспу імені Калініна Підбузького р-ну                                                                             |                             |
| Ляшко Микола Михайлович            |                          | особливий округ             | військовий політпрацівник |                             |
| Мавроді Георгій Петрович           | Старосамбірський район   | Старосолянський № 59        | голова колгоспу імені ХХ з'їзду КПРС Старосамбірського р-ну                                                                  |                             |
| Магур Антон Федорович              | Сколівський район        | Нижньосиньовидненський № 53 | голова колгоспу імені Леніна Сколівського р-ну                                                                               |                             |
| Мазовіта Агафія Дмитрівна          | Заболотцівський район    | Ясенівський № 23            | ланкова колгоспу імені Леніна Заболотцівського р-ну                                                                          |                             |
| Мазур Михайло Андрійович           | Турківський район        | Турківський № 73            | бригадир колгоспу імені Калініна села Шум'яче Турківського р-ну                                                              |                             |
| Максимович Микола Григорович       | місто Львів              | Залізничний № 117           | директор Львівського політехнічного інституту                                                                                |                             |
| Манастирський Роман Ярославович    | Рава-Руський район       | Липницький № 72             | завідувач Львівського обласного відділу охорони здоров'я                                                                     |                             |
| Масло Дмитро Йосипович             | Рудківський район        | Рудківський № 41            | 1-й секретар Рудківського райкому КПУ                                                                                        |                             |
| Масна Катерина Петрівна            | Ходорівський район       | Новострілищанський № 80     | ланкова колгоспу імені Богдана Хмельницького Ходорівського р-ну                                                              |                             |
| Масюк Катерина Іванівна            | Забузький район          | Белзький № 27               | доярка колгоспу імені Жовтневої революції села Жужеляни Забузького р-ну                                                      |                             |
| Мацько Григорій Юрійович           | Івано-Франківський район | Івано-Франківський № 34     | свинар колгоспу імені Ілліча Івано-Франківського р-ну                                                                        |                             |
| Мелень Петро Іванович              | Сколівський район        | Любинцівський № 52          | директор Любинцівської середньої школи Сколівського р-ну                                                                     |                             |
| Мельник Сава Миколайович           | Яворівський район        | Яворівський № 85            | майстер Яворівської школи художніх ремесел                                                                                   |                             |
| Мельничук Юрій Степанович          | місто Львів              | Ленінський № 91             | головний редактор журналу «Жовтень»                                                                                          |                             |
| Михайлик Василь Сергійович         | місто Самбір             | Самбірський № 92            | машиніст паровозного депо залізничної станції Самбір                                                                         |                             |
| Михальчук Василь Федорович         | Бродівський район        | Лешнівський № 7             | голова Грималівської сільської ради Бродівського р-ну                                                                        |                             |
| Мінько Микола Федорович            | Турківський район        | Лімнянський № 75            | завідувач молочно-товарної ферми колгоспу «Радянський прикордонник» села Боберка Турківського р-ну                           |                             |
| Міштурак Ганна Федорівна           | Стрийський район         | Стрілківський № 68          | ланкова колгоспу імені Сталіна Стрийського р-ну                                                                              |                             |
| Млечко Михайло Євстахійович        | Меденицький район        | Грушівський № 23            | коваль колгоспу імені Кірова села Добрівляни Меденицького р-ну                                                               |                             |
| Мосейчук Герасим Федорович         | Глинянський район        | Куровичівський № 17         | начальник Львівського обласного управління торгівлі                                                                          |                             |
| Москва Парасковія Степанівна       | Нестеровський район      | Новоскварявський № 52       | доярка колгоспу імені Шевченка села Сопошин Нестеровського р-ну                                                              |                             |
| Мотрич Федір Петрович              | Меденицький район        | Луківський № 25             | бригадир колгоспу імені Дзержинського Меденицького р-ну                                                                      |                             |
| Мудрик Любов Макарівна             | Буський район            | Чанизький № 9               | завідувачка тваринницької ферми колгоспу імені Ватутіна Буського р-ну                                                        |                             |
| Назаренко Микола Миколайович       | місто Стрий              | Стрийський № 99             | ? | вибув із Львівської області |
| Назаркевич Степан Васильович       | Куликівський район       | Жовтанецький № 45           | бригадир тракторної бригади колгоспу імені Жданова Куликівського р-ну                                                        |                             |
| Нетименко Іван Іванович            | Заболотцівський район    | Заболотцівський № 22        | прокурор Львівської області                                                                                                  |                             |
| Ніколаєнко Василь Сидорович        | місто Стрий              | Стрийський № 96             | голова Львівського міськвиконкому                                                                                            |                             |
| Новак Ольга Данилівна              | Глинянський район        | Глинянський № 15            | доярка колгоспу імені Шевченка селища Глиняни Глинянського р-ну                                                              |                             |
| Овсянко Петро Федорович            | місто Львів              | Ленінський № 99             | 1-й секретар Львівського міськкому КПУ                                                                                       |                             |
| Овчаренко Михайло Микитович        | Кам'янсько-Бузький район | Кам'янсько-Бузький № 38     | начальник Львівського обласного статистичного управління                                                                     |                             |
| Олійник Степан Григорович          | Ходорівський район       | Бортниківський № 79         | бригадир комплексної бригади колгоспу «Радянська Україна» Ходорівського р-ну                                                 |                             |
| Оліщук Петро Григорович            | Сокальський район        | Сокальський № 79            | голова колгоспу імені Калініна села Ільковичі Сокальського р-ну                                                              |                             |
| Онацько Катерина Іванівна          | Рава-Руський район       | Немирівський № 75           | ланкова колгоспу імені Івана Франка Рава-Руського р-ну                                                                       |                             |
| Осередчук Катерина Василівна       | Дрогобицький район       | Солонський № 11             | свинарка колгоспу імені Леніна села Солонське Дрогобицького р-ну                                                             |                             |
| Остап'як Роман Остапович           | місто Львів              | Ленінський № 100            | слюсар Львівського автобусного заводу                                                                                        |                             |
| Откаленко Олександр Матвійович     | Боринський район         | Завадківський № 3           | ? | вибув із Львівської області |
| Пантелюк Юрій Йосипович            | Винниківський район      | Давидівський № 14           | голова колгоспу «Перемога» Винниківського р-ну                                                                               |                             |
| Панченко Василь Прокопович         | місто Дрогобич           | Дрогобицький № 87           | ? | вибув із Львівської області |
| Петруняк Любомир Юрійович          | місто Борислав           | Бориславський № 83          | помічник оператора газолінового цеху № 5 Бориславського управління газолінових заводів                                       |                             |
| Петрушко Владислав Іванович        | Яворівський район        | Краковецький № 89           | заступник голови Львівського облвиконкому                                                                                    |                             |
| Пименова Ганна Сергіївна           | місто Львів              | Залізничний № 116           | контролер складального цеху Львівського електролампового заводу                                                              |                             |
| Пицюра Дмитро Іванович             | Рава-Руський район       | Потелицький № 74            | завідувач відділу партійних органів Львівського обкому КПУ                                                                   |                             |
| Піговська Степанія Володимирівна   | Бібркський район         | Старосільський № 4          | вчителька Старосільської середньої школи Бібркського р-ну                                                                    |                             |
| Полянська Ярослава Василівна       | Боринський район         | Боринський № 1              | ланкова колгоспу імені Жданова села Нижнє Висоцьке Боринського р-ну                                                          |                             |
| Попелишко Катерина Омелянівна      | Нижанковицький район     | Гусаківський № 36           | учителька Боляновицької семирічної школи Нижанковицького р-ну                                                                |                             |
| Попов Тимофій Федорович            | Рава-Руський район       | Рава-Руський № 70           | голова Рава-Руського райвиконкому                                                                                            |                             |
| Потопяк Дмитро Миколайович         | Пустомитівський район    | Пустомитівський № 66        | голова Семенівської сільської ради Пустомитівського р-ну                                                                     |                             |
| Профатілов Петро Васильович        | Куликівський район       | Куликівський № 44           | голова колгоспу «Жовтень» села Підлісне Куликівського р-ну                                                                   |                             |
| Пукас Єлизавета Михайлівна         | місто Львів              | Шевченківський № 123        | швея Львівської швейної фабрики № 1                                                                                          |                             |
| Ревва Валентин Павлович            | Самбірський район        | Вільшаницький № 48          | 1-й секретар Ходорівського райкому КПУ                                                                                       |                             |
| Рибальченко Костянтин Макарович    | Ходорівський район       | Вербицький № 78             | 1-й секретар Дрогобицького райкому КПУ                                                                                       |                             |
| Рихлицька Марія Михайлівна         | місто Львів              | Залізничний № 106           | інженер-технолог складального цеху Львівського механічного заводу                                                            |                             |
| Ромака Афанасій Іванович           | Буський район            | Буський № 8                 | голова Буського райвиконкому                                                                                                 |                             |
| Романицький Борис Васильович       | місто Львів              | Ленінський № 92             | артист Львівського театру імені Марії Заньковецької                                                                          |                             |
| Романов Василь Григорович          | Дрогобицький район       | Дережицький № 9             | директор Дрогобицького нафтопереробного заводу № 2                                                                           |                             |
| Руденко Василь Іванович            | Перемишлянський район    | Дунаївський № 63            | редактор газети «Львовская правда»                                                                                           |                             |
| Рудик Степан Іларіонович           | Лопатинський район       | Лопатинський № 48           | голова Львівського обласного суду                                                                                            |                             |
| Рудь Юрій Володимирович            | Меденицький район        | Криницький № 24             | ? | вибув із Львівської області |
| Русиняк Панас Матвійович           | Рудківський район        | Гошанський № 44             | бригадир тракторної бригади колгоспу імені Свердлова Рудківського р-ну                                                       |                             |
| Руський Іван Михайлович            | Новомилятинський район   | Великосілківський № 54      | голова колгоспу імені ХХ з'їзду КПРС села Банюнин Новомилятинського р-ну                                                     |                             |
| Рябошапка Ольга Іванівна           | Судововишнянський район  | Судововишнянський № 69      | вчителька Волостківської середньої школи Судово-Вишнянського р-ну                                                            |                             |
| Савченко Микола Олексійович        | Добромильський район     | Старявський № 7             | ? |                             |
| Савченко Панас Павлович            | Турківський район        | Вовченський № 74            | голова Турківського райвиконкому                                                                                             |                             |
| Саламаха Надія Іллівна             | Красненський район       | Андріївський № 42           | свинарка колгоспу «Перемога» села Балучин Красненського р-ну                                                                 |                             |
| Самокишин Іван Миколайович         | Бібркський район         | Свірзький № 2               | директор Бібркської РТС |                             |
| Світлик Микола Семенович           | Городоцький район        | Завидовичівський № 20       | бригадир рільничої бригади колгоспу імені Леніна села Завидовичі Городоцького р-ну                                           |                             |
| Семак Стефанія Петрівна            | Нестеровський район      | Добросинський № 51          | дільничний ветеринарний фельдшер Добросинської дільничної ветлікарні Нестеровського р-ну                                     |                             |
| Семилєтова Оксана Григорівна       | Пустомитівський район    | Сокільницький № 67          | агроном колгоспу «Перемога» Пустомитівського р-ну                                                                            |                             |
| Сендзюк Феодосій Лук'янович        | Меденицький район        | Меденицький № 22            | ? | вибув із Львівської області |
| Середа Іван Матвійович             | Комарнівський район      | Переможненський № 21        | 1-й секретар Комарнівського райкому КПУ                                                                                      |                             |
| Сидор Василь Васильович            | місто Львів              | Шевченківський № 130        | слюсар Львівського заводу «Теплоконтроль»                                                                                    |                             |
| Сирота Павло Федорович             | Жидачівський район       | Журавнівський № 16          | розпилювальник плит Журавнівського промкомбінату Жидачівського р-ну                                                          |                             |
| Скопін Віктор Дмитрович            | Підбузький район         | Підбузький № 38             | ? | вибув із Львівської області |
| Скороход Іван Кузьмич              | Нижанковицький район     | Крукеницький № 37           | ? |                             |
| Славінська Таїсія Федорівна        | Городоцький район        | Великолюбінський № 19       | начальник Городоцької районної інспекції по сільському господарству                                                          |                             |
| Слюсаренко Віталій Андрійович      | Забузький район          | Червоноградський № 26       | секретар Львівського обкому КПУ                                                                                              |                             |
| Смирнов Леонід Васильович          | місто Дрогобич           | Дрогобицький № 91           | голова Трускавецького міськвиконкому                                                                                         |                             |
| Созанський Станіслав Герасимович   | Миколаївський район      | Роздольський № 29           | директор Миколаївського цементного заводу                                                                                    |                             |
| Соколов Григорій Григорович        |                          | особливий округ             | начальник штабу прикордонних військ КДБ при РМ СРСР Південно-Західного округу                                                |                             |
| Соловйов Василь Степанович         | Славський район          | Тухлянський № 56            | голова колгоспу імені Пархоменка села Плав'я Славського р-ну                                                                 |                             |
| Старжинський Йосип Йосипович       | Сколівський район        | Підгородецький № 54         | голова Підгородецької сільської ради Сколівського р-ну                                                                       |                             |
| Стасьо Марта Степанівна            | Яворівський район        | Шклівський № 86             | доярка колгоспу імені Івана Франка Яворівського р-ну                                                                         |                             |
| Стахів Михайло Федорович           | Новояричівський район    | Борщовицький № 56           | голова Новояричівського райвиконкому                                                                                         |                             |
| Стефаник Семен Васильович          | Винниківський район      | Винниківський № 12          | голова Львівського облвиконкому                                                                                              |                             |
| Стратонов Анатолій Степанович      | місто Дрогобич           | Дрогобицький № 89           | голова Дрогобицького міськвиконкому                                                                                          |                             |
| Ступницький Леонід Васильович      | Куликівський район       | Малехівський № 47           | редактор газети «Вільна Україна»                                                                                             |                             |
| Тарнавський Ілля Євстахійович      | Жидачівський район       | Жидачівський № 13           | секретар Львівського обкому КПУ                                                                                              |                             |
| Теньковський Михайло Гордійович    | Судововишнянський район  | Великомокрянівський № 72    | ? | вибув із Львівської області |
| Терещенко Олександр Максимович     | Стрийський район         | Моршинський № 65            | голова Стрийського райвиконкому                                                                                              |                             |
| Тистевич Марія Степанівна          | Куликівський район       | Великодорошівський № 46     | ланкова колгоспу імені Кірова Куликівського р-ну                                                                             |                             |
| Токмаков Євген Петрович            | Новомилятинський район   | Новомилятинський № 53       | начальник Львівського обласного управління промисловості продовольчих товарів                                                |                             |
| Толстой Микола Андрійович          | Самбірський район        | Чукв'янський № 47           | ? | вибув із Львівської області |
| Томенко Микола Макарович           | Сокальський район        | Жвирківський № 81           | завідувач Львівського обласного відділу народної освіти                                                                      |                             |
| Удальцов Михайло Васильович        |                          | особливий округ             | військовий |                             |
| Уханський Василь Кирилович         | Забузький район          | Угнівський № 28             | голова Забузького райвиконкому                                                                                               |                             |
| Ушаков Іван Іванович               | Миколаївський район      | Миколаївський № 26          | машиніст екскаватора Миколаївського будівельного управління                                                                  |                             |
| Федик Дмитро Якович                | Івано-Франківський район | Мшанський № 36              | механік колгоспу імені Богдана Хмельницького Івано-Франківського р-ну                                                        |                             |
| Федорова Марія Павлівна            | Мостиський район         | Тщенецький № 32             | доярка радгоспу «Мостиський» Мостиського р-ну                                                                                |                             |
| Фольварочний Іліодор Онуфрійович   | місто Львів              | Залізничний № 115           | голова Залізничного райвиконкому міста Львова                                                                                |                             |
| Фурда Павло Михайлович             | Золочівський район       | Червоненський № 30          | тракторист колгоспу імені Сталіна Золочівського р-ну                                                                         |                             |
| Хамула Агафія Федорівна            | Красненський район       | Великовільшаницький № 43    | ланкова колгоспу імені Лесі Українки Красненського р-ну                                                                      |                             |
| Ханько Ганна Василівна             | місто Львів              | Шевченківський № 119        | оператор цеху обробки скла Львівського механізованого склозаводу                                                             |                             |
| Хлопик Микола Васильович           | Дрогобицький район       | Гаївський № 12              | бригадир тракторної бригади колгоспу імені Щорса Дрогобицького р-ну                                                          |                             |
| Хміль Марія Юр'ївна                | Рудківський район        | Конюшко-Семенівський № 43   | ланкова колгоспу імені Жданова села Михайлевичі Рудківського р-ну                                                            |                             |
| Худоба Володимир Федорович         | Яворівський район        | Рогізненський № 88          | тракторист Яворівської РТС                                                                                                   |                             |
| Чайка Яків Ілліч                   | місто Львів              | Шевченківський № 120        | голова правління Львівського відділення Спілки радянських художників України                                                 |                             |
| Чеховська Стефанія Михайлівна      | Олеський район           | Сасівський № 58             | ланкова колгоспу імені Сталіна Олеського р-ну                                                                                |                             |
| Чиж Ярослав Семенович              | Золочівський район       | Струтинський № 31           | свинар колгоспу імені Шевченка села Струтинь Золочівського р-ну                                                              |                             |
| Чичик Петро Миколайович            | Підкамінський район      | Підкамінський № 64          | завідувач тваринництва колгоспу імені Жданова Підкамінського р-ну                                                            |                             |
| Чуб Григорій Васильович            | Пустомитівський район    | Холодноводківський № 68     | заступник голови Львівського облвиконкому                                                                                    |                             |
| Чуркін Іван Кузьмич                | Забузький район          | Соснівський № 24            | бригадир шахти № 1 «Великомостівська»                                                                                        |                             |
| Шахрайчук Григорій Вікторович      | місто Львів              | Залізничний № 105           | старший машиніст депо Львів-Захід Львівської залізниці                                                                       |                             |
| Шевченко Володимир Григорович      | Перемишлянський район    | Брюховицький № 61           | начальник Львівського обласного управління КДБ УРСР                                                                          |                             |
| Шевченко Катерина Василівна        | місто Львів              | Залізничний № 114           | рафінер гідролізного заводу Львівського жиркомбінату                                                                         |                             |
| Шеметун Данило Семенович           | Миколаївський район      | Берездовецький № 27         | начальник Львівського обласного управління водного господарства                                                              |                             |
| Шендюк Марія Якимівна              | Радехівський район       | Нововитківський № 77        | свинарка колгоспу «Перемога» Радехівського р-ну                                                                              |                             |
| Шпот Софія Іванівна                | Кам'янсько-Бузький район | Батятичівський № 39         | бригадир комплексної бригади колгоспу імені Івана Франка села Батятичі Кам'янсько-Бузького р-ну                              |                             |
| Шуригайло Микола Іванович          | місто Борислав           | Бориславський № 85          | оператор Бориславського нафтопромислу № 8 нафтопромислового управління «Бориславнафта»                                       |                             |

17 червня 1959 року відбулася 2-а сесія Львівської обласної ради депутатів трудящих 7-го скликання. 1-м заступником голови Львівського облвиконкому, замість вибулого Бойка Костянтина Петровича, обраний Джугало Володимир Федорович. До складу виконкому Львівської обласної ради дообрані Стратонов Анатолій Степанович і Терещенко Олександр Максимович.
28 лютого 1960 року проведено довибори депутатів Львівської обласної ради депутатів трудящих по 7 виборчих округах.
| Прізвище, ім'я, по-батькові | Місто чи район                     | Виборчий округ        | Посада                                                       | Примітки                 |
| --------------------------- | ---------------------------------- | --------------------- | ------------------------------------------------------------ | ------------------------ |
| Батраков Григорій Кузьмич   | Дрогобицький район                 | Меденицький № 22      | начальник Львівського обласного управління трудових резервів | дообраний 28 лютого 1960 |
| Гонтаренко Василь Іванович  | Турківський район                  | Завадківський № 3     | 1-й секретар Турківського райкому КПУ                        | дообраний 28 лютого 1960 |
| Масляк Михайло Васильович   | Старосамбірський район             | Старосамбірський № 58 | голова Старосамбірського райвиконкому                        | дообраний 28 лютого 1960 |
| Святковський Павло Іванович | Жидачівський район                 | Вільховецький № 15    | голова Жидачівського райвиконкому                            | дообраний 28 лютого 1960 |
| Сидорак Тетяна Олексіївна   | Рудківський і Миколаївський райони | Підзвіринецький № 20  | ланкова колгоспу імені Щорса Миколаївського р-ну             | дообрана 28 лютого 1960  |
| Хомченко Василь Миронович   | місто Стрий                        | Стрийський № 99       | голова Стрийського райвиконкому                              | дообраний 28 лютого 1960 |
| Шеїн Степан Тихонович       | Ходорівський район                 | Боринецький № 82      | голова колгоспу «Зоря комунізму» Ходорівського р-ну          | дообраний 28 лютого 1960 |